# Zagończyk
Zagończyk – pojęcie historyczne (XVI–XVIII wiek), określające w dawnym wojsku polskim i kozackim dowódcę wojskowego stosującego taktykę działań na głębokim zapleczu nieprzyjaciela.
Za ostatniego „polskiego zagończyka” uważa się majora Henryka Dobrzańskiego pseudonim „Hubal”, który nie złożył broni po bitwie pod Kockiem i walczył nadal z Niemcami, prowadząc wojnę partyzancką do zimy 1939/1940.

## Polscy zagończycy
- Kazimierz Pułaski
- Jerzy Dąbrowski
- Władysław Dąbrowski
- Henryk Dobrzański
- Jerzy Grobicki
- Aleksander Józef Lisowski
- Samuel Łaszcz
- Jan Odrzywolski
- Juliusz Rómmel
- Mikołaj Skrzetuski